# نهائي كأس الأمم الإفريقية 1968
نهائي كأس الأمم الأفريقية 1968 مباراة كرة القدم بين الكونغو كينشاسا وغانا في ملعب هايله سيلاسي في أديس أبابا لتحديد الفائز في كأس الأمم الإفريقية 1968، النسخة السادسة من كأس الأمم الإفريقية. فاز الكونغو كينشاسا على غانا 1–0.

## الطريق إلى النهائي
| غانا             | غانا          | الكونغو كينشاسا  | الكونغو كينشاسا |
| الخصم            | النتائج       | الخصم            | النتائج         |
| دور المجموعات    | دور المجموعات | دور المجموعات    | دور المجموعات   |
| ---------------- | ------------- | ---------------- | --------------- |
| السنغال          | 2–2           | الكونغو برازافيل | 3–0             |
| الكونغو كينشاسا  | 2–1           | غانا             | 1–2             |
| الكونغو برازافيل | 3–1           | السنغال          | 2–1             |
| نصف النهائي      |               |                  |                 |
| إثيوبيا          | 3–2 (ب.و.إ.)  | ساحل العاج       | 4–3 (ب.و.إ.)    |

## النهائي

### التفاصيل
| الكونغو كينشاسا   | 1–0 | غانا |
| ----------------- | --- | ---- |
| كالالا موكندي 66' |     |      |